# Palazzo Pulcarelli

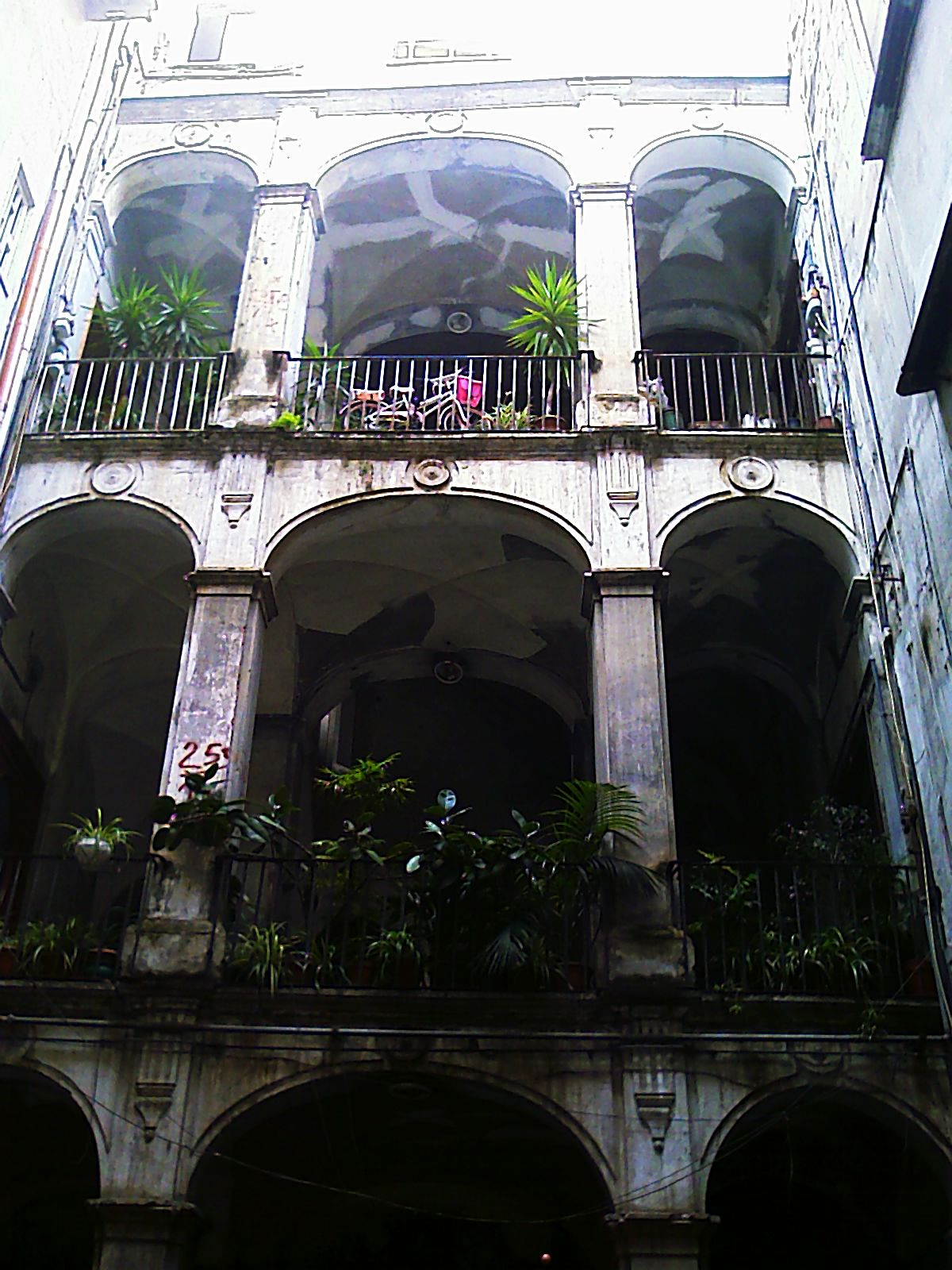
Palazzo Pulcarelli in Neapel: Offene Treppe im Innenhof

Der Palazzo Pulcarelli ist ein Palast aus dem 16. Jahrhundert im Viertel Avvocata in Neapel in der italienischen Region Kampanien. Er liegt in der Via Materdei, 55.

## Geschichte und Beschreibung
Das Gebäude wurde im 16. Jahrhundert errichtet, aber im Laufe des 18. Jahrhunderts renoviert. Zeugnis dafür legt die schöne offene Treppe mit Loggia an der Rückwand des Innenhofes ab, dessen mittlere Bögen etwas breiter sind als die äußeren, sodass sie eine elliptische Form aufweisen.
Wie andere Gebäude in der Stadt wurde auch der Palazzo Pulcarelli in den nachfolgenden Jahrhunderten umgebaut und erhielt strukturelle Überarbeitungen und Aufstockungen, die die ursprünglichen Mauern veränderten.